# DDR ved OL
Den Tyske Demokratiske Republik (DDR), ofte kaldet Østtyskland, deltog første gang i olympiske lege under vinter-OL 1968 i Grenoble og sidste gang under sommer-OL 1988 i Seoul. Udøvere fra DDR havde i sommer-OL i 1956, 1960 og 1964 deltaget som en del af Tysklands forenede hold, indtil de ved vinter-OL i 1968 første gang optrådte selvstændigt. 
Der blev i det socialistiske DDR den 22. april 1951 stiftet en separat national olympisk komité under et møde i Rotes Rathaus i Østberlin, hvilket var den tredje tyske olympiske komité. Den blev ikke anerkendt af Den Internationale Olympiske Komité i over et årti, men ved IOC's kongres i 1965 blev DDR's nationale olympiske komité formelt anerkendt, hvorpå vejen var banet for DDR's deltagelse fra de olympiske lege i 1968. Derpå deltog DDR i alle olympiske lege frem til den tyske genforening bortset fra sommer-OL 1984 i Los Angeles, som landet i lighed med en række andre østeuropæiske lande boykottede, angiveligt på grund af bekymring for atleternes sikkerhed.
I den periode, hvor DDR deltog i de olympiske lege, var nationen en af de mest vindende af alle. I de fem olympiske sommerlege, hvor DDR deltog, vandt idrætsudøvere fra DDR 409 medaljer. Den mest vindende OL-idrætsudøver fra DDR var svømmeren Kristin Otto, der ved OL 1988 vandt seks guldmedaljer.
Sporten i DDR var fuldt statsstøttet og -styret, og de succesfulde idrætsudøvere fra landet blev feteret i landet. Efter den tyske genforening er det kommet frem, at mange af DDR-sportsfolkene opnåede succes takket være et omfattende medicinsk program, og at mange af dem var dopet.
Ved Tysklands genforening i 1990 blev DDR optaget i den tyske Forbundsrepublik, og hvorved DDR ophørte med at eksistere, og siden har tyske idrætsudøvere fra både vest og øst deltaget samlet for Tyskland.

## Medaljeoversigt
| DDR's medaljer under de olympiske sommerlege | DDR's medaljer under de olympiske sommerlege | DDR's medaljer under de olympiske sommerlege | DDR's medaljer under de olympiske sommerlege | DDR's medaljer under de olympiske sommerlege | DDR's medaljer under de olympiske sommerlege |                  | DDR's medaljer under de olympiske vinterlege | DDR's medaljer under de olympiske vinterlege | DDR's medaljer under de olympiske vinterlege | DDR's medaljer under de olympiske vinterlege | DDR's medaljer under de olympiske vinterlege | DDR's medaljer under de olympiske vinterlege |
| Lege                                         | Guld                                         | Sølv                                         | Bronze                                       | Totalt                                       | Rang                                         | Lege             | Guld                                         | Sølv                                         | Bronze                                       | Totalt                                       | Rang                                         |                                              |
| 1968 Mexico by                               | 9                                            | 9                                            | 7                                            | 25                                           | 5                                            | 1968 Grenoble    | 1                                            | 2                                            | 2                                            | 5                                            | 10                                           |                                              |
| 1972 München                                 | 20                                           | 23                                           | 23                                           | 66                                           | 3                                            | 1972 Sapporo     | 4                                            | 3                                            | 7                                            | 14                                           | 2                                            |                                              |
| 1976 Montréal                                | 40                                           | 25                                           | 25                                           | 90                                           | 2                                            | 1976 Innsbruck   | 7                                            | 5                                            | 7                                            | 19                                           | 2                                            |                                              |
| 1980 Moskva                                  | 47                                           | 37                                           | 42                                           | 126                                          | 2                                            | 1980 Lake Placid | 9                                            | 7                                            | 7                                            | 23                                           | 2                                            |                                              |
| 1984 Los Angeles                             | Deltog ikke                                  | Deltog ikke                                  | Deltog ikke                                  | Deltog ikke                                  | Deltog ikke                                  | 1984 Sarajevo    | 9                                            | 9                                            | 6                                            | 24                                           | 1                                            |                                              |
| 1988 Seoul                                   | 37                                           | 35                                           | 30                                           | 102                                          | 2                                            | 1988 Calgary     | 9                                            | 10                                           | 6                                            | 25                                           | 2                                            |                                              |
| Totalt                                       | 153                                          | 129                                          | 127                                          | 409                                          |                                              | Totalt           | 39                                           | 36                                           | 35                                           | 110                                          |                                              |                                              |